# Sunshine Policy
La Sunshine Policy è stata la politica estera della Corea del Sud nei confronti della Corea del Nord dal 1998 fino all'elezione di Lee Myung-bak come presidente nel 2008. Fin dalla sua articolazione da parte del presidente sudcoreano Kim Dae Jung, la politica ha comportato un maggiore contatto politico tra i due Stati e alcuni momenti storici nei rapporti inter-coreani, i due incontri al vertice coreano a Pyongyang (giugno 2000 e ottobre 2007), che ha preparato il terreno, tra i quali diverse iniziative imprenditoriali di alto profilo, e brevi incontri dei familiari separati dalla guerra di Corea.
Nata al fine di superare la Nordpolitik, nel 2000, Kim Dae Jung è stato insignito del Premio Nobel per la Pace per la sua efficace attuazione di questa politica.
Secondo Victor Cha, ex direttore degli studi asiatici del Consiglio di Sicurezza Nazionale degli Stati Uniti e consigliere di George W. Bush sulla Corea del Nord, la Sunshine Policy nacque dalle ansie di Seoul - memore della traumatica riunificazione tedesca - per la disparità economica tra le due coree, in previsione di un'unificazione che ai tempi appariva come inevitabile.
A partire dall'elezione di Moon Jae-in nel 2017, la Corea del Sud ha cercato nuovamente di instaurare rapporti più distesi con il Nord, riprendendo la Sunshine Policy e abbandonando la linea intransigente dei presidenti Lee Myung-bak e Park Geun-hye.

## Capisaldi
La Sunshine Policy si basava su tre capisaldi: 
- la Corea del Sud non avrebbe più accettato alcuna forma di provocazione, sul piano militare, da parte del regime di Pyongyang. Questo punto è stato fortemente criticato da parte dei cittadini della Corea del Sud in quanto la controparte non avrebbe mai cessato, durante il decennio della Sunshine Policy, provocazioni militari.
- Nessuna forma di conquista del Nord sarebbe stata fatta da Seul.
- La Corea del Sud avrebbe intrapreso concretamente delle forme di collaborazione con la controparte.[1]

## Effetti
La politica avviata da Kim Dae Jung ha sortito degli effetti tangibili sotto diversi punti di vista. In un'ottica economica è stato realizzato un investimento in ambito turistico sul monte Kumgang (resort chiuso nel 2009 in seguito alla morte di un cittadino sudcoreano) la creazione del sito industriale di Kaesong (chiuso nel 2016) attraverso un investimento sudcoreano di 325 milioni di dollari e il ricongiungimento dei binari ferroviari tra i due Paesi. Da un punto di vista politico, nel mese di giugno del 2000 vi è stato un incontro tra i capi di stato dei due Paesi nella capitale nordcoreana. In tale frangente, i rappresentanti dei due Paesi approvarono un comunicato congiunto in cui si affermava la volontà di permettere alle famiglie, divise dal confine, di rivedersi con maggiore frequenza, nonché di avviare un processo politico per la riunificazione pacifica dei due Stati.